# Бабочкин, Александр Артемьевич
Александр Артемьевич Бабочкин (1866—1944) — генерал-майор русской армии.

## Биография
Родился 1 апреля 1866 года[по какому календарю?]. Образование получил в Ростовском реальном училище. Вступил в военную службу 3 октября 1884 года. Окончил Одесское пехотное юнкерское училище, из которого выпущен подпоручиком (20.03.1887) в 135-й пехотный Керч-Еникальский полк; поручик — с 20 марта 1890 года.
Учился в Николаевской академии генерального штаба, по окончании которой был на должностях Генерального штаба; служил в 134-м Феодосийском пехотном полку. Штабс-капитан (06.05.1900); капитан (06.05.1901); подполковник (06.08.1904); полковник (06.12.1910). На 1 марта 1914 года состоял помощником командира 51-го пехотного Литовского полка; в июле 1914 года стал командиром сформированного 247-го пехотного Мариупольского полка; генерал-майор — с 1 марта 1915 года.
С 05.05.1916 по 03.06.1917 — командир бригады 81-й пехотной дивизии; с 03.06.1917 — командующий 69-й пехотной дивизией. Был контужен.
Во время Гражданской войны был в Вооруженных силах Юга России.
Эмигрировал в Турцию. Умер в Стамбуле 2 мая 1944 года.

## Награды
- орден Св. Владимира 3-й ст.
- орден Св. Владимира 4-й ст.
- орден Св. Анны 3-й ст. (1909)
- орден Св. Станислава 2-й ст. (1912)
- орден Св. Георгия 4-й ст. (25.03.1915).

## Семья
Жена: Мария Яковлевна. У них 26.11.1896 родился сын Георгий, умерший спустя 2,5 месяца.